# Kriegsspital (Wiener Neustadt)
Das Kriegsspital in Wiener Neustadt war eine Lazarettsiedlung zur Zeit des Ersten Weltkriegs. Es wurde 1915 an der Pottendorfer Straße errichtet und bestand aus mehreren Holzbaracken, darunter auch eine Kirchenbaracke, aus der die spätere Pfarrkirche Herz Mariä hervorging.

## Geschichte
Wiener Neustadt war in den Kriegsjahren 1914 bis 1918 Garnisonsstadt und Zentrum der Offiziersausbildung mit dichter militärischer Infrastruktur. Es wurden viele Soldaten ausgebildet und an die Front geschickt. Verwundete Soldaten mussten medizinisch versorgt werden. Dazu errichtete man mehrere Lazarette, von denen das Kriegsspital im Norden der Stadt das bedeutendste war. Hier konnten 1650 Menschen untergebracht werden. In der Barackensiedlung waren Schienen verlegt, um darauf per Hand speziell dafür angefertigte Rollbetten zu schieben und die Soldaten so zu transportieren. Im Kriegsspital verstorbene Soldaten wurden auf dem städtischen Friedhof bestattet.

## Heutige Situation
Heute weist nur noch die Straße Am Kriegsspital auf die ehemalige Lazarettstadt hin. Das Gelände ist mit der Döttelbachsiedlung/Döttelbacher Siedlung bebaut, welche zum Stadtteil Josefstadt gehört. Die Bezeichnung der dortigen Wohnungen als „im Kriegsspital“ oder des Areals selbst als „Kriegsspital“ ist jedoch noch weiterhin üblich.